# محمد رودي
محمد رودي (بالإندونيسية: Muhammad Rudi)‏ هو سياسي إندونيسي، ولد في 20 أكتوبر 1963 في تانجونغ في إندونيسيا. نشط حزبياً في NasDem Party ‏.